# Dendronephthya oviformis
Dendronephthya oviformis är en korallart som beskrevs av Nutting 1912. Dendronephthya oviformis ingår i släktet Dendronephthya och familjen Nephtheidae. Inga underarter finns listade i Catalogue of Life.